# ادواردو گالیانو
ادواردو گالیانو (انگلیسی: Eduardo Galeano؛ زادهٔ ۳ سپتامبر ۱۹۴۰ – درگذشته ۱۳ آوریل ۲۰۱۵) (به اسپانیایی: Eduardo Germán María Hughes Galeano)؛ یک روزنامه‌نگار، نویسنده، و رمان‌نویس اهل اروگوئه بود. از آثار شناخته شدهٔ او رمان سه‌گانهٔ حافظه آتش (۱۹۷۶)، است که به ۲۰ زبان ترجمه شده‌است. فراتر از همه او تلفیقی از روزنامه‌نگاری، تحلیل‌گر سیاسی و تاریخ بود.

این نویسنده، از وسواسِ فکری‌اش به عنوانِ یک نویسنده، چنین یاد کرده بود:
من یک نویسندهٔ دچار وسواس فکریِ به‌یاد آوردن هستم. به‌یاد آوردن گذشتهٔ آمریکا. بالاتر از همه و بالاتر از همهٔ آن، آمریکای لاتین، سرزمین محروم و محکوم شده به فراموشی.— ادواردو گالیانو

## زندگی
گالیانو در مونته‌ویدئو اروگوئه، در یک خانوادهٔ طبقهٔ متوسط کاتولیک اروپایی‌تبار (ایتالیایی، اسپانیایی، آلمانی و انگلیسی تبار) به دنیا آمد. مانند بسیاری از پسران جوان آمریکای لاتین، گالیانو رؤیای تبدیل شدن به یک بازیکن فوتبال را در سر داشت. این تمایل در برخی از آثار او مانند فوتبال در آفتاب و سایه (به اسپانیایی: El Fútbol A Sol Y Sombra) منعکس شده‌است.
در نوجوانی، گالینو به کارهای متفاوتی از قبیل کارگر کارخانه، نقاش، پیک، تایپیست و کار در بانک روی آورد. در سن ۱۵ سالگی، او اولین کاریکاتور سیاسی خود را برای درج در هفته‌نامهٔ حزب سوسیالیست اروگوئه به فروش رساند. وی برای نخستین بار در سال ۱۹۵۹ میلادی ازدواج کرد.
در سال ۱۹۷۳ میلادی، یک کودتای نظامی قدرت را در اروگوئه به دست گرفت. گالینو زندانی شد و پس‌از آزادی، مجبور به فرار شد. کتاب او با نام بازکردن رگ‌های آمریکای لاتین (به انگلیسی: Open Veins of Latin America)، (به اسپانیایی: Las Venas Abiertas de América Latina) توسط دولت‌های نظامی راست‌گرا، نه تنها در اروگوئه، بلکه در شیلی و آرژانتین توقیف و ممنوع اعلام شد.
در سال ۱۹۷۶ میلادی او برای سومین بار با هلنا ویلاگرا ازدواج کرد. در همان سال، خورخه رافائل ویدلا قدرت را در آرژانتین طی کودتای نظامی خونینی به دست گرفت، و نام گالیانو به لیست کسانی که توسط جوخه‌های مرگ به اعدام محکوم شده ، اضافه شد. او به اسپانیا فرار کرد، جایی که سه‌گانهٔ معروف خود را نوشت: حافظه آتش (به اسپانیایی: Memoria del fuego)، (به انگلیسی: Memory of Fire)
در سال ۲۰۰۶ میلادی، گالیانو طومار حمایت از استقلال پورتوریکو را از ایالات متحده آمریکا، امضاء کرد.
در ۱۰ فوریه ۲۰۰۷ میلادی، گالیانو تحت عمل جراحی موفقیت‌آمیز جهت درمان سرطان ریه قرار گرفت. گالینو در مصاحبه‌ای با روزنامه‌نگار امی گودمن پیرامون شرکت باراک اوباما در انتخابات رئیس‌جمهور ایالات متحده آمریکا در نوامبر ۲۰۰۸ میلادی، گفت: " در آینده‌ای نزدیک، کاخ سفید خانهٔ باراک اوباما خواهد بود، اما این کاخ سفید توسط بردگان سیاه و سفید ساخته شده‌است. و من می‌خواهم، من امیدوارم، که او هرگز، هرگز این را فراموش نکند."